# 1940er
Portal Geschichte | Portal Biografien | Aktuelle Ereignisse | Jahreskalender | Tagesartikel

◄ |
19. Jh. |
20. Jahrhundert
| 21. Jh.

◄ |
1910er |
1920er |
1930er |
1940er
| 1950er | 1960er | 1970er | ►

1940 |
1941 |
1942 |
1943 |
1944 |
1945 |
1946 |
1947 |
1948 |
1949
Die 1940er-Jahre (kurz Vierzigerjahre oder 40er-Jahre) begannen mit dem 1. Januar 1940 und endeten mit dem 31. Dezember 1949. Sie zählen als letztes Jahrzehnt der ersten Hälfte des 20. Jahrhunderts.
Das gesamte Jahrzehnt war stark vom Zweiten Weltkrieg und von dessen Nachfolgen geprägt. Vom Beginn bis zur Mitte, kam es zu Kriegshandlungen in Großteilen der gesamten Erde (Europa, Asien, Afrika, Ozeanien). Über 60 Staaten weltweit waren direkt oder indirekt am Kriegsgeschehen beteiligt. Der Völkermord an den europäischen Juden (Holocaust) und an anderen ethnischen Minderheiten (Porajmos), der schon im letzten Jahrzehnt begann, wurde durch das nationalsozialistische Regime bis 1945 im Generalgouvernement (dem besetzten Polen) systematisch durchgeführt. Zwangsarbeit sowie Kriegsverbrechen waren von Anfang bis Ende Bestandteil dieser Zeit. Mit der bedingungslosen Kapitulation der Wehrmacht am 8. Mai 1945 endete der Krieg in Europa; der bislang einzige Einsatz von Atombomben mit den Abwürfen auf Hiroshima und Nagasaki führte zur Kapitulation Japans am 2. September 1945 und beendete den Krieg endgültig. Die Schätzungen der Opferzahlen des Krieges reichen bis zu 80 Millionen.

Nach Ende des Krieges wurden die Grenzen Asiens und Europa neugeordnet; Deutschland, Österreich und Korea wurden zwischen den west- und ostalliierten in Besatzungszonen aufgeteilt. Die von der Sowjetunion besetzten Teile Deutschlands und Korea wurden, mit anderen osteuropäischen Ländern, zu kommunistischen Satellitenstaaten. Die Schaffung des „Eisernen Vorhangs“ stellt den Beginn des Kalten Krieges dar. Durch diesen wurde 1949 in Westeuropa und Nordamerika das Militärbündnis NATO ins Leben gerufen, aber auch die Gründung der Vereinten Nationen 1945 stellt ein prägendes Ereignis dar, beide bestehen bis heute.

## Ereignisse
- Zweiter Weltkrieg (Zeittafel dazu), Ersteinsatz von Kernwaffen, Nürnberger Prozesse
- Völkermord an den europäischen Juden, Sinti und Roma durch die Nationalsozialisten, Massenmorde an der Zivilbevölkerung der von Deutschen besetzten Territorien durch Wehrmacht, SS und SD überall in Europa
- Umfangreiche Bevölkerungsverschiebungen durch Vertreibung und Deportation, so großer Teile der polnischen Bevölkerung vor allem durch die deutschen Machthaber, aber auch durch die Sowjetunion, sowie in der Folge des Zweiten Weltkriegs Vertreibung deutscher Bevölkerung aus ethnisch und politisch umstrittenen Gebieten in Polen und der Tschechoslowakei
- Nachkriegszeit in Deutschland, Besetztes Nachkriegsösterreich
- Beginn des Kalten Krieges
- Dekolonisation, beginnender Nord-Süd-Konflikt
- Gründung des Staates Israel
- Gründung der Freien Universität Berlin im Westteil der Stadt
- Blockade der Westsektoren Berlins durch die Sowjetunion und Versorgung der eingeschlossenen Stadt über die Luftbrücke durch die Westalliierten
- Gründung der beiden deutschen Staaten Bundesrepublik und DDR

## Kulturgeschichte
- Beat Generation
- Nissenhütte
- Trümmerfrauen
- Black Paintings

### Wissenschaft
- Mathematik: Begründung der Spieltheorie, Aufschwung der Kryptologie
- Thor Heyerdahls Kon-Tiki überquert den Pazifik.
- Der Electronic Numerical Integrator and Computer (ENIAC) wird als erster elektronischer digitaler Universalrechner gebaut.
- Bau des Colossus zur Entschlüsselung der deutschen Lorenz-Schlüsselmaschine
- Trinity-Test im Rahmen des Manhattan-Projektes
- Willard Libby entwickelt die Radiokarbonmethode

#### Kinder- und Jugendliteratur
- Antoine de Saint-Exupéry: Der kleine Prinz
- Astrid Lindgren: Pippi Langstrumpf
- Erich Kästner: Das doppelte Lottchen

### Musik
- Die Popmusik der 1940er Jahre ist der Swing, bei dem in der Zeit des Zweiten Weltkriegs ruhigere, harmonischere Töne von v. a. weißen Bandleadern wie Glenn Miller oder Benny Goodman vorherrschen.
- Im Jazz löst der Bebop den Swing Anfang der 1940er Jahre als progressive und stilgebende Richtung ab. Künstler wie Dizzy Gillespie, Charlie Parker und Thelonious Monk tragen der Entwicklung fort von den großen Big Bands hin zu kleineren Ensembles Rechnung, die (gerade in kleinen Musikclubs) auch mit der wirtschaftlichen Rezession während des Krieges zu tun hat, da die Betreiber sich die Gage großer Bands kaum noch leisten können.
- 1948 gründet Miles Davis mit Gerry Mulligan, Gil Evans und anderen ein Nonett. 1949 löst sich die Gruppe wieder auf, macht aber vorher 12 Aufnahmen für Capitol Records, die zwar veröffentlicht, aber erst 1957 richtig berühmt werden, als sie gesammelt unter dem Titel Birth of the Cool veröffentlicht werden. Die Platte gilt als Initialzündung des „Cool Jazz“.

### Film

#### Relevante Strömungen
- Schwarze Serie
- Italienischer Neorealismus
- Propagandafilm
- Trümmerfilm

#### Einzelbeiträge international
| - Citizen Kane - Der dritte Mann - Kinder des Olymp - Wem die Stunde schlägt - Die Spur des Falken - Tote schlafen fest | - Im Netz der Leidenschaften - Verdacht - Im Schatten des Zweifels - Cocktail für eine Leiche - Das Haus der Lady Alquist - Gangster in Key Largo | - Frau ohne Gewissen - Gilda - Eine auswärtige Affäre - Rom, offene Stadt - Fahrraddiebe - Bitterer Reis | - Der große Diktator - Die Marx Brothers im Kaufhaus - Laurel und Hardy: Die Leibköche seiner Majestät - Arsen und Spitzenhäubchen - Ist das Leben nicht schön? - Bambi |

#### Einzelbeiträge national
- Große Freiheit Nr. 7
- Quax, der Bruchpilot
- Jud Süß
- Die Feuerzangenbowle
- Münchhausen
- Kolberg
- Unter den Brücken
- Die Mörder sind unter uns
- Berliner Ballade

#### Oscar-Gewinner (Bester Film)
- 1940: Vom Winde verweht
- 1941: Rebecca
- 1942: Schlagende Wetter
- 1943: Mrs. Miniver
- 1944: Casablanca
- 1945: Der Weg zum Glück
- 1946: Das verlorene Wochenende
- 1947: Die besten Jahre unseres Lebens
- 1948: Tabu der Gerechten
- 1949: Hamlet

## Persönlichkeiten

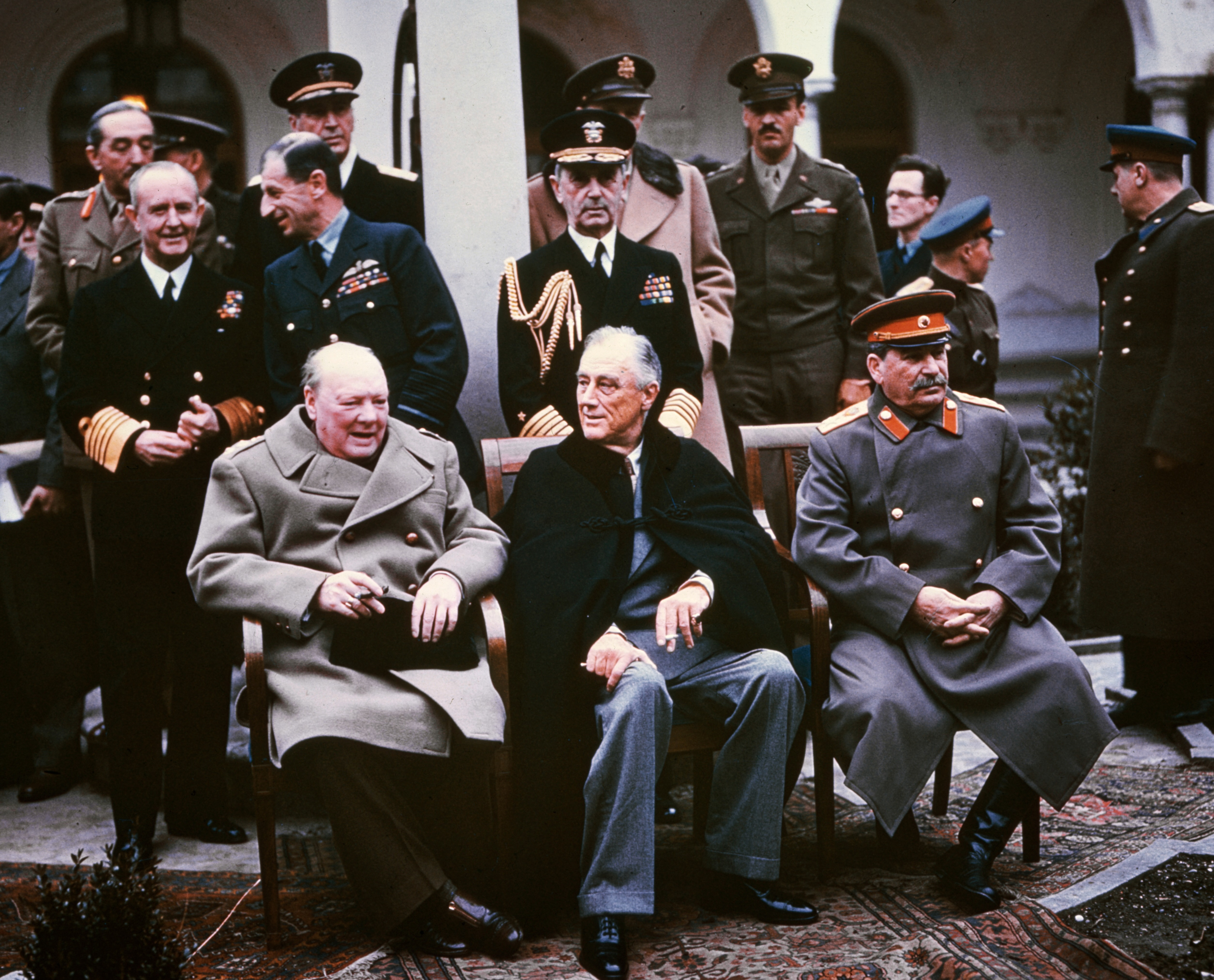
Stalin, Churchill und Roosevelt auf der Konferenz von Jalta, 1945

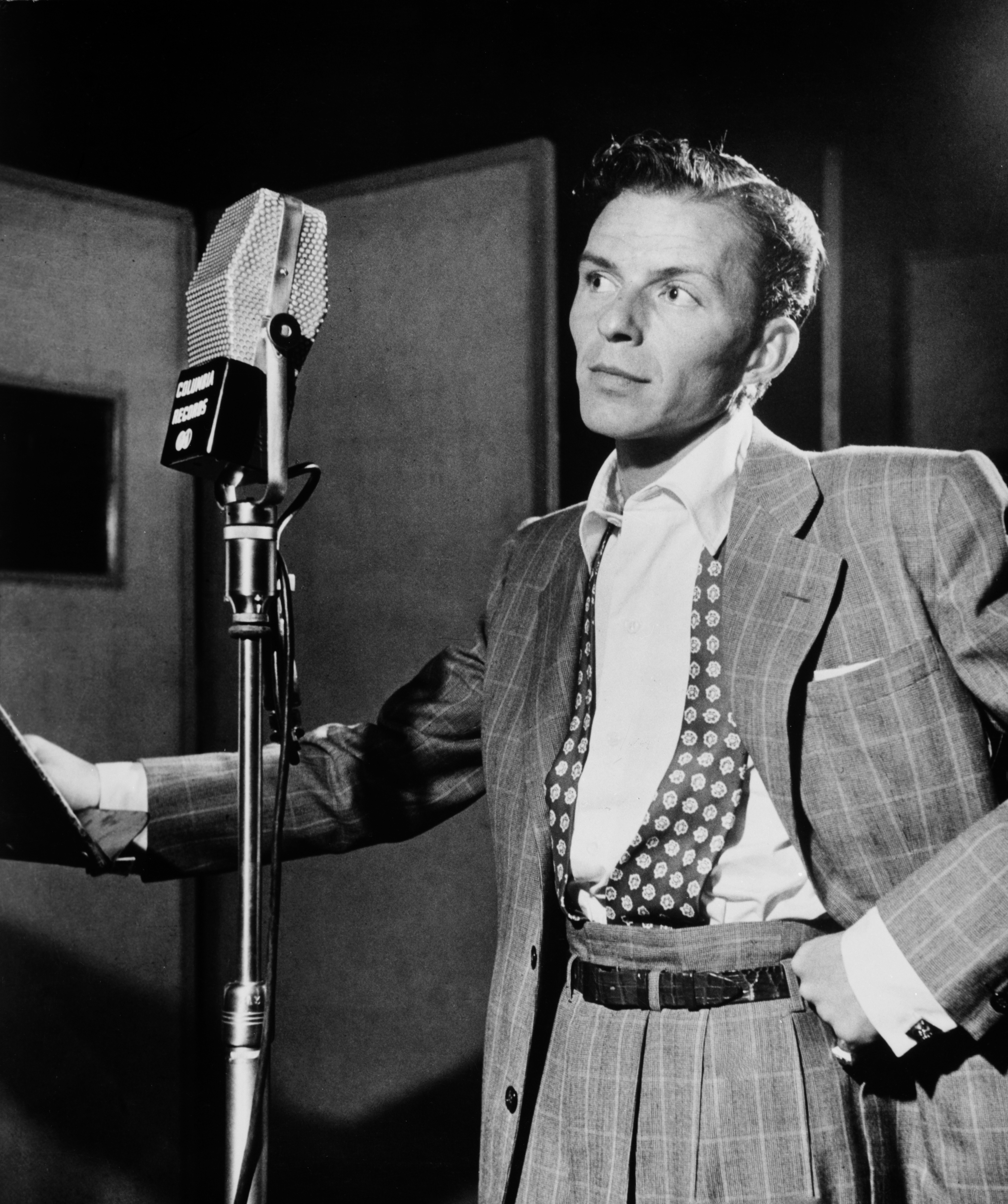
Frank Sinatra um 1947

### Politik
- Konrad Adenauer, deutscher Bundeskanzler
- Hannsheinz Bauer
- David Ben-Gurion
- Clement Attlee, britischer Premierminister
- Winston Churchill, britischer Premierminister
- Charles de Gaulle, französischer General und Präsident
- Dwight D. Eisenhower
- Theodor Heuss
- Adolf Hitler, Diktator
- İsmet İnönü, türkischer Präsident
- Kim Il-sung
- Mao Zedong, chinesischer Revolutionär und Diktator
- Francisco Franco, Diktator
- Benito Mussolini, Diktator
- Franklin D. Roosevelt, US-amerikanischer Präsident
- Harry S. Truman, US-amerikanischer Präsident
- Josef Stalin, Generalsekretär des Zentralkomitees der KPdSU (B)
- Sophie Scholl, deutsche Widerstandskämpferin
- Hans Scholl, deutscher Widerstandskämpfer
- Claus Schenk Graf von Stauffenberg, deutscher Widerstandskämpfer

### Wissenschaft
- Wernher von Braun
- Albert Einstein
- Otto Hahn

### Musik
- Louis Armstrong
- Bing Crosby
- Doris Day
- Ella Fitzgerald
- Frank Sinatra
- Woody Guthrie
- Les Brown
- Tommy Dorsey

### Film
- Hans Albers
- Fred Astaire
- Carl Barks
- Ingrid Bergman
- Humphrey Bogart
- Marlon Brando
- Gary Cooper
- Marlene Dietrich
- Walt Disney
- Clark Gable
- Cary Grant
- Johannes Heesters
- Katharine Hepburn
- Bob Hope
- Zarah Leander
- Gene Kelly
- Marika Rökk
- Heinz Rühmann
- John Wayne
- Orson Welles
- Alfred Hitchcock

## Filme und Bücher über die 1940er Jahre
Der Film Die Ehe der Maria Braun beschreibt die Seelenlage der deutschen Bevölkerung direkt nach dem Zweiten Weltkrieg. Alex Beers Unter Wölfen handelt von dem Juden Isaak, der sich als ein ranghoher Mann der SS tarnt. Eine Kurzgeschichte der Neun Erzählungen von J.D. Salinger hat die psychische Beeinträchtigung eines Offiziers aus dem Weltkrieg als Inhalt, eine andere, Ein herrlicher Tag für Bananen-Fisch, hat einen suizidalen Kriegsveteranen als Protagonisten. In Adolf H. Zwei Leben entwirft Éric-Emmanuel Schmitt einen alternativen Geschichtsverlauf. In Das Tagebuch der Anne Frank werden die Erlebnisse aus dieser Zeit aus der Sicht eines jungen Mädchens beschrieben.